# 米蘭達峰
71°28′S 68°36′W / 71.467°S 68.600°W
米蘭達峰（英語：Miranda Peaks）是南極洲的山峰，位於亞歷山大一世島東部，處於天王星冰川南岸，在1935年11月23日由美國的探險家拍攝空中照片，以天衛五命名。